# Universidade de Girona
A Universidade de Girona (em catalão: Universitat de Girona) é uma instituição de ensino superior pública com sede em Girona, na Espanha. Em 2009, possuía 12.977 estudantes e 1.200 docentes. Seu atual reitor é Joaquim Salvi i Mas.

## História
O Studium Generale, predecessor histórico da Universidade de Girona, foi criado em 1446 pelo rei Alfonso, o Magnânimo, que concedeu a Girona o privilégio de conceder diplomas em gramática, retórica, filosofia e teologia, direito e medicina.
Finalmente, em 12 de dezembro de 1991, o Parlamento da Catalunha aprovou a Lei 35/1991, que criou a nova Universidade de Girona.